# Askania Nowa
Askania Nowa (ukr. Асканія-Нова, Askanija-Nowa) – osiedle typu miejskiego na Ukrainie, w obwodzie chersońskim, w rejonie kachowskim, siedziba hromady.